# 자손
자손 또는 후손(子孫, 영어: descendant)은 조상의 먼 자식이다. 조윤(祚胤)이라고도 한다.

## 같이 보기
- 자녀
- 부모
- 혈족